# Амгуэмская ГЭС
Амгуэ́мская ГЭС — нереализованный проект гидроэлектростанции на Чукотке, в среднем течении реки Амгуэма, в районе 174 км трассы Иультин—Эгвекинот.

## История проекта
Впервые идея строительства гидроэлектростанции на Амгуэме возникла во время изыскательских работ по поиску источника водоснабжения для нужд строящегося посёлка Иультин. Тогда гидрогеолог Г. Л. Купреев обнаружил два створа, образованных рекой при пересечении горных хребтов, очень удобные для последующего строительства станции.
27 апреля 1965 года на заседании Магаданского совнархоза было решено составить ТЭО строительства Амгуэмской ГЭС. 12 сентября 1965 года на место предполагаемого возведения станции прибыли представители Госкомитета по энергетике и электрификации, Госплана СССР и ведущие специалисты-гидростроители. Проект получил одобрение, и уже в октябре того же года начались изыскания, первые проходческие и буровзрывные работы. По планам, возведением станции должны были заниматься строители Братской и Зейской ГЭС.
В декабре 1966 года состоявшийся Техсовет в Минэнерго СССР одобрил предложенный вариант Амгуэмской ГЭС. Однако на том же Техсовете был поднят вопрос о влиянии водохранилища на возможную оттайку вечномёрзлых пород в месте примыкания плотины к скалам каньона. После этого начало строительство было отложено на неопределённый срок.
Повторно к проекту вернулись к 1985 году, тогда же начались проектно-изыскательские работы по реконструкции автодороги Иультин—Эгвекинот, по которой из порта Эгвекинот планировалось завозить всё необходимое для строительство станции. Спустя два года под проект был утверждён землеотвод общей площадью 97,7 тыс. гектаров. В 1989 году специалистами Института по изучению биологических проблем Севера было произведено детальное изучение бассейна реки с целью определения последствий воздействия ГЭС на окружающую среду. Тогда же для уменьшения техногенной нагрузки на природу в проект были внесены изменения — расчётную высоту плотины снизили на 20 м, в результате площадь затопляемых территорий резко сократилась, при этом установленная мощность ГЭС уменьшилась с 300 МВт до 180 МВт.
Однако на волне борьбы экологов с крупными индустриальными проектами СССР предстоящее строительство вновь заморозили, а стремительный обвал промышленности на Чукотке в 1990-х гг. окончательно похоронил идею строительства.

## Технические характеристики
- Установленная мощность — 180 МВт
- Среднегодовая выработка — 780 млн кВт.ч
- Полная и полезная ёмкость водохранилища — 5,33 и 1,8 км³ соответственно
- Средний напор — 44 м
- Среднемноголетний расход в створе — 279 м³/с
- Нормальный подпорный уровень — 120 м
- Уровень мертвого объёма — 105 м[6].

## Критика проекта

### Достоинства
- Возможность полного перехода на электрическое отопление всех населённых пунктов Чукотки, связав их единой и надёжной сетью ЛЭП, что позволит отказаться от дорогостоящего завоза топлива для местных котельных и электростанций, что также благотворно повлияет на экологическую обстановку вокруг поселений.
- Смягчение климата континентальной Чукотки под влиянием созданного водохранилища.
- Возможность увеличения мощности станции — в перспективе, для энергообеспечения строительства и эксплуатации чукотского участка Трансконтинентальной магистрали Евразия — Америка.

### Недостатки
- Непредсказуемые гидрогеологические условия с возможной оттайкой вечной мерзлоты в месте плотины.
- Вероятное губительное воздействие на хрупкую экосистему в районе строительства, уничтожение ягельников — кормовой базы домашних оленей.
- Очень высокая стоимость строительства (по некоторым оценкам[7], в ценах на середину 1980-х гг. — 2 млрд рублей).